# Међународни републикански институт
Међународни републикански институт (енгл. International Republican Institute — IRI) америчка је владина невладина организација коју финансира савезна влада САД. Већи део њеног одбора је из Републиканске странке. Више пута је оптужена за мешање у унутрашња питања других држава, као и финансирање државних удара.